# جامعة البليدة 1 -سعد دحلب
جامعة البليدة أو جامعة سعد دحلب بالبليدة هي جامعة تقع في مدينة البليدة الجزائرية.
تأسست في 20 يونيو 1977 في شكل مركز جامعي، رغم ذلك لم تفتح أبوابها للطلبة إلا بعد ذلك أربع سنوات أي في 8 أيلول / سبتمبر 1981م. تحولت إلى جامعة في 1 أغسطس 1989م.
سميت هذه الجامعة باسم السياسي الجزائري السابق سعد دحلب.
في عام 2013، وتبعا للمرسوم التنفيذي رقم 13-162 المؤرخ في في 15 أبريل 2013، تم تقسيم جامعة البليدة إلى جامعتين مستقلتين: جامعة البليدة 1 وجامعة البليدة 2 وتم نقل كليات الأداب والحقوق والاقتصاد واللغات والعلوم الإنسانية والاجتماعية نحو جامعة لونيسي علي -البليدة 2- بمدينة العفرون غرب البليدة.

## تقسيم الجامعة
تقع الجامعة على طرفي الطريق الوطني رقم 29 الذي يقسم الجامعة لقسمين شمالي وجنوبي .

### القسم الشمالي
يحتوي على بابين ويضم كلية العلوم البيطرية وكلية العلوم والحياة إضافة إلى عدة مخابر بحثية تابعة للكليتين وتفصل الكليات مساحات خضراء شاسعة.

### القسم الجنوبي
يضم معظم الكليات ويحتوي على ثلاث أبواب رئيسية الأول لسيارات الإدارة والثاني للطلبة المشاة والثالث لسيارات ودراجات الطلبة إضافة لباب جانبي يطل على المنطقة السكنية، الباب الأول ووالباب الثالث لا يغلقان 24/7 في حين يفتح الباب الثاني من السبت للخميس من السابعة والنصف صباحا للرابعة والنصف مساءا، أما الباب الجانبي فيفتح صباحا من الثامنة للتاسعة ويفتح وقت الغداء من الحادية عشر إلى الواحدة مساءا -بسبب وجود مطاعم خاصة- ويفتح أخيرا من الثالثة إلى الرابعة مساءا.

## الكليات
تتكون جامعة البليدة 1 (جامعة البليدة سابقا) من 4 كليات و 4 معاهد هي:
- كلية العلوم وتحتوي6 أقسام:
  - قسم جذع مشترك علوم المادة SM.
  - قسم جذع مشترك إعلام آلي وريضيات MI .
  - قسم الكيمياء
  - قسم الفيزياء
  - قسم الإعلام الآلي
  - قسم الرياضيات
- كلية التكنولوجيا وتحتوي على:
  - قسم جذع مشترك تكنولوجيا (علوم وتكنولوجيا سابقا) ST.
  - قسم الميكانيك GM.
  - قسم الهندسة المدنية GC.
  - قسم هندسة الطرائق GP.
  - قسم الإلكترونيات GE.
  - قسم علوم المياه والبيئة.
  - قسم الطاقات المتجددة [14]
- كلية الطب وتحتوي على:
  - قسم الطب.
  - قسم جراحة الأسنان.
  - قسم الصيدلة
- كلية العلوم الطبيعية والحياة وتحتوي على:
  - قسم جذع مشترك علوم الطبيعة
  - قسم العلوم الفلاحية
- معهد العلوم البيطرية.
- معهد علوم الطيران ودراسات الفضاء.
- معهد الهندسة المعمارية والعمران.

## المكتبات
تحتوي الجامعة على مكتبة مركزية كبرى في وسط الجزء الجنوبي إضافة لمكتبات صغرى خاصة بكل كلية وهي كالأتي:
مكتبة معهد الهندسة المعمارية في الجناح 10 وتحتوي على في الطابق الأول على أماكن مطالعة.
مكتبة كلية العلوم بالجناح 14 خاصة بطلبة علوم المادة والرياضيات والكمياء والفيزياء وهي للإعارة الخارجية فقط ولا تحتوي على أماكن مطالعة.
مكتبة كلية الطب بالجناح 24 في الجزء الجنوبي.
مكتبة كلية العلوم الطبيعية في الجزء الشمالي وتحتوي في الطابق الأول على اماكن للمطالعة.
مكتبة قسم العلوم الفلاحية بمبنى القسم في الجزء الشمالي وهي للإعارة الخارجية فقط.

## الخدمات الجامعية
تشترك جامعة البليدة 1 مع المدرسة الوطنية العليا للري بنفس مديرية الخدمات الجامعية والتي توفر الخدمات التالية:

### النقل
وينقسم حسب المناطق السكنية للطلبة إلى نوعين

#### القطار
خاصة بالطلبة الساكنين بولاية الجزائر وضواحيها وفق لعقد مع الشركة الوطنية للنقل بالسكك الحديدية SNT حيث يستفيد الطلبة ببطاقة تمكنهم من التنقل بالقطار مجانا لمدة سنة كاملة مقابل مبلغ رمزي قدره 135 دج
هذه البطاقة تتغير سنويا.

#### الحافلات
وتسيطرعليها شركة رجل الأعمال محي الدين طحكوت المسماة بإسمه وتوفر النقل لكل مدن ولايتي البليدة وتيبازة إضافة لجامعة العفرون.

### الإطعام
حيث تحتوي جامعة البليدة على 6 مطاعم جامعية - بدون مطاعم الإقامات - وهي:
المطعم 1 : خاص بالعمال والموظفين.
المطعم 2 : تستخدمه مديرية الخدمات الجامعية كمكتب لتجديد المنحة الجامعة وبطاقات النقل.
المطعم 3 : يقدم وجبات ساخنة.
المطعم 4 : يقدم وجبات باردة.
المطعم 5 : يقدم وجبات ساخنة -تم إغلاقه سنة 2019- بسبب قلة الطلبة.
المطعم الجانبي: وهو مطعم صغير خاص بموظفي الإدارة والمسؤولين.
سعر التذكرة للعمال هو دينار وستون سنتيم 1.60دج.
وتذكرة الطلبة دينار وأربعون سنتيم 1.20 دج.
ولا يجوز للطالب أن يأخذ أكثر من وجبة في نفس اليوم من نفس المطعم.

### الإقامات الجامعية
وتحتوي الجامعة في محيطها على 3 إقامات جامعية وإضافة لعدة إقامات جامعية أخرى في مدينتي الصومعة والبليدة وهي
الإقامة رقم 1 للذكور: تقع بمحيط الجامعة أغلقت بسبب الأشغال سنة 2016 ولا زالت مغلقة لحد الآن
الإقامة 2 للذكور: وهي الأقدم والأكثر اكتظاظا بسبب قربها من الجامعة.
الإقامة رقم 3 للذكور بحي سيدي عيسى بالصومعة وهي متصلة مع المدرسة العليا للري.
الإقامة رقم 4 للبنات: تقع بمحيط الجامعة.
والإقامة رقم 5 للبنات بحي سيدي عيسى بالصومعة.
والإقامة رقم 6 للذكور بحي سيدي عيسى بالصومعة.
والإقامة رقم 7 للبنات بحي سيدي عيسى بالصومعة.
وإقامة الورود: تقع بالبليدة.
إضافة لهذه الإقامات يقيم بعض الطلبة في الإقامتين 1 و 2000 سرير بجامعة العفرون.

### المنحة الجامعية
وقدرها لطلبة الليسانس 2000 دج. كل شهر من كل سنة
و لطلبة الماستر 1 قدرت ب 7950 دج كل 3 أشهر
لطلبة الماستر 2 قدرت ب 9300 دج كل 3 أشهر
لطلبة الدكتوراه قدرت ب 38100 دج كل 3 أشهر

## معرض الصور

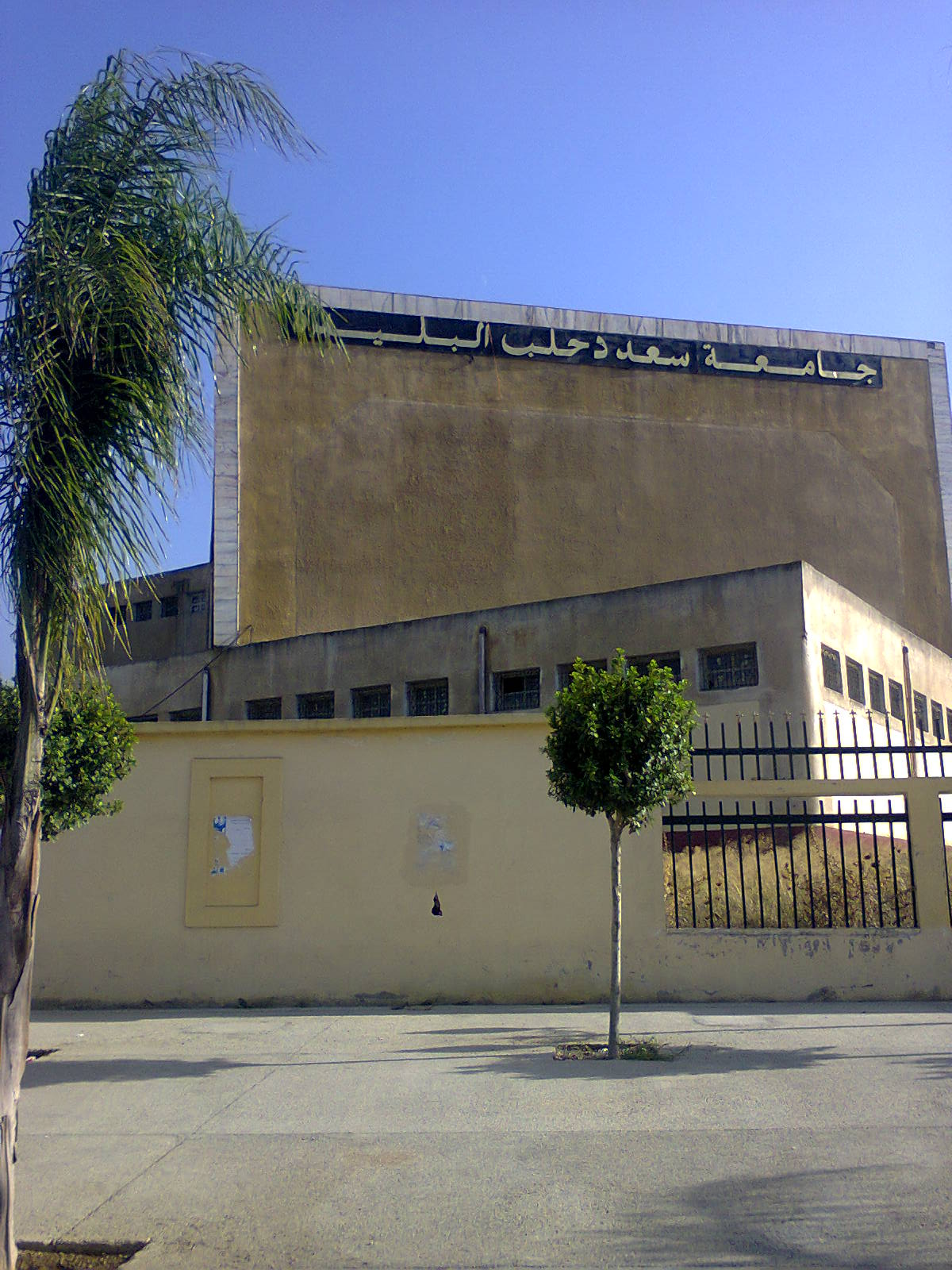
الواجهة الخلفية لقاعة المحاضرات الكبرى
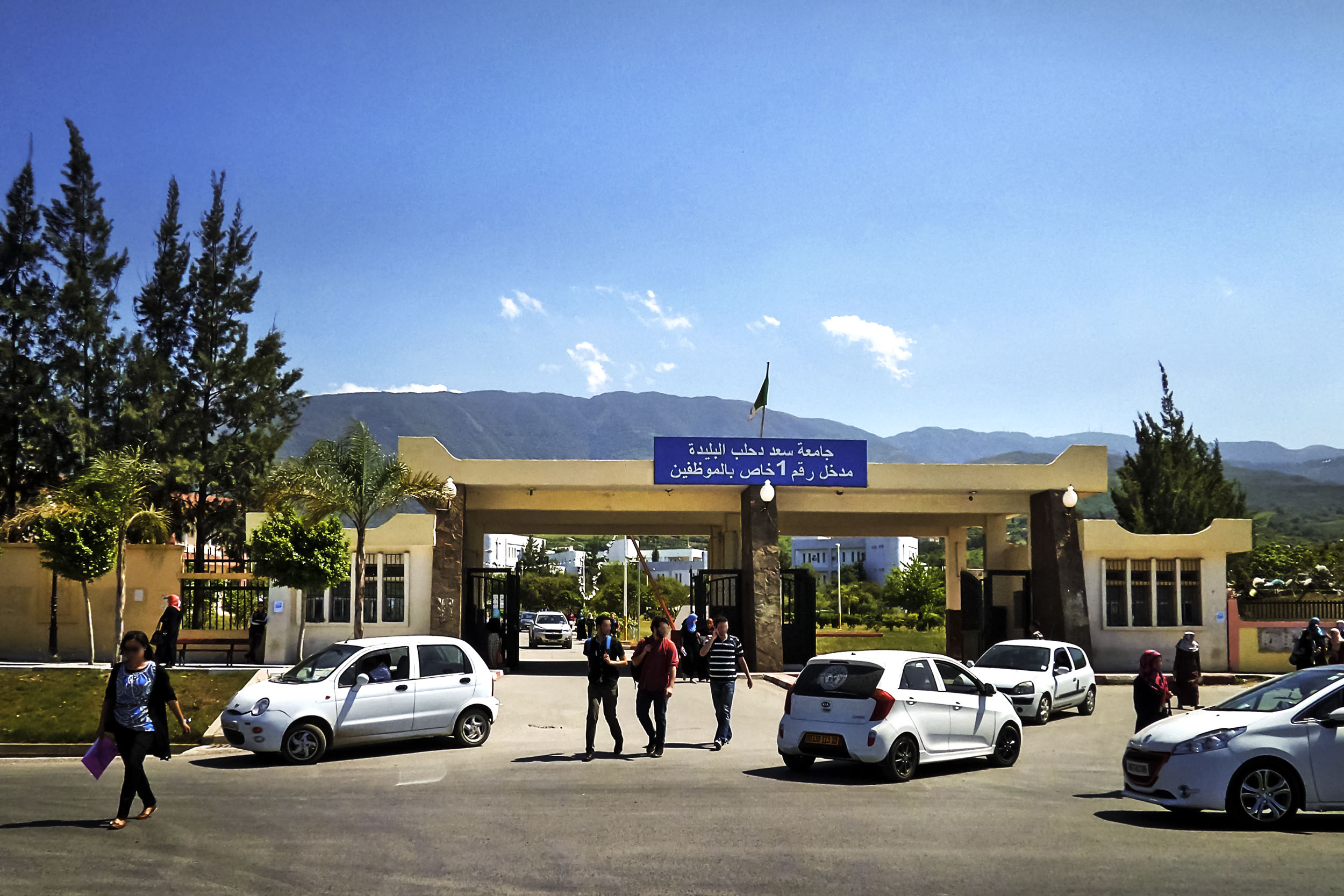
المدخل الأول للجامعة
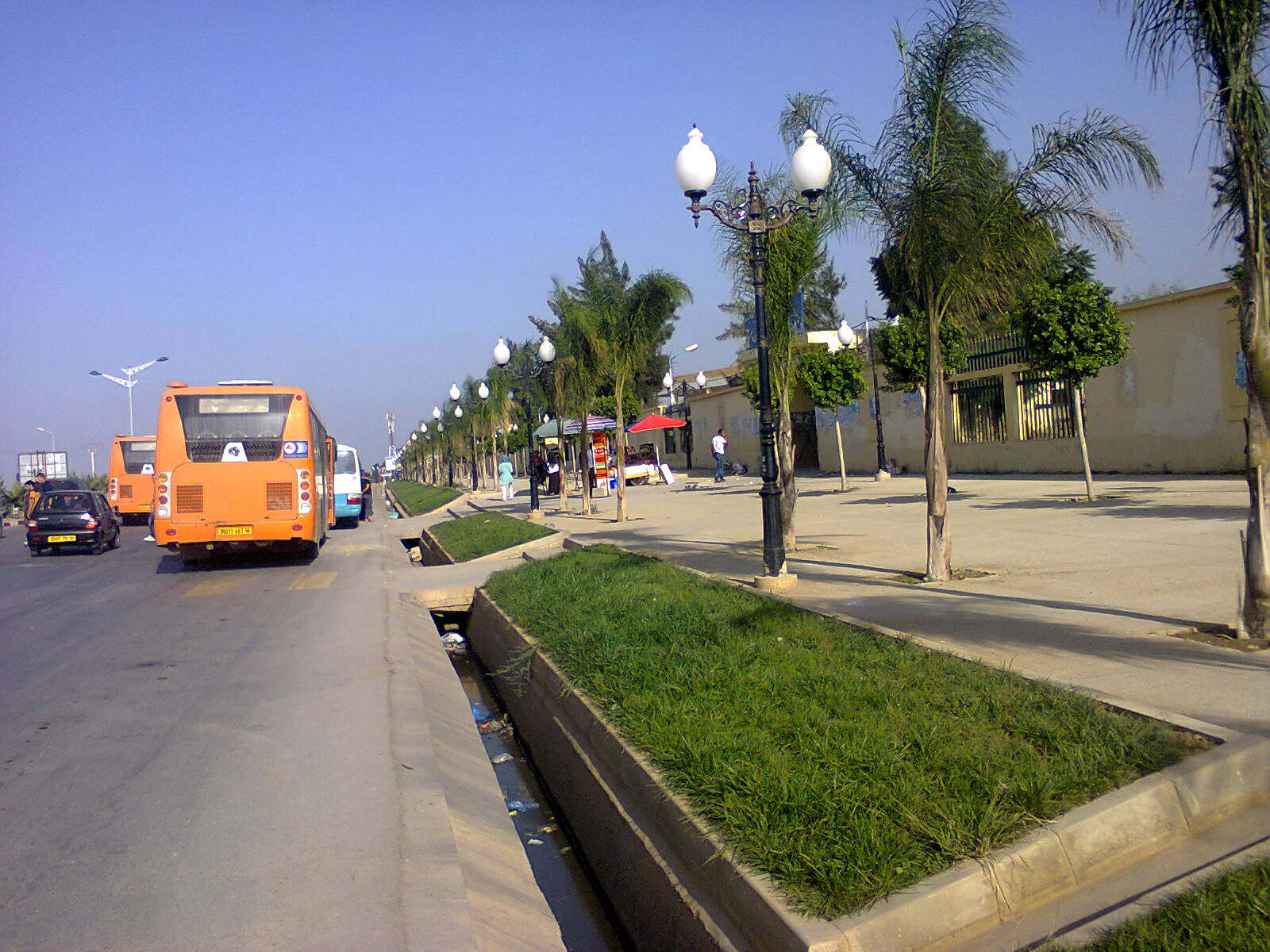
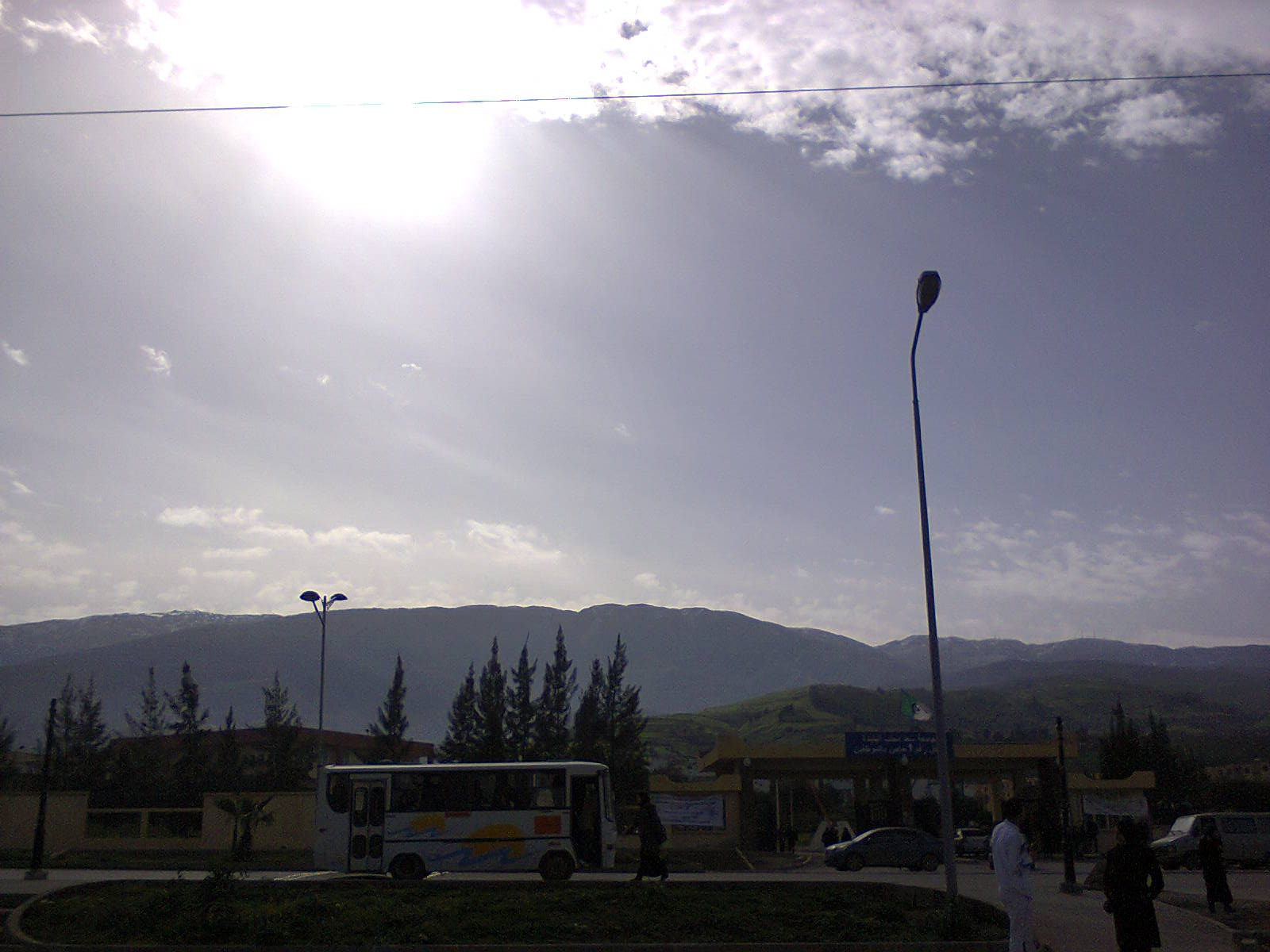
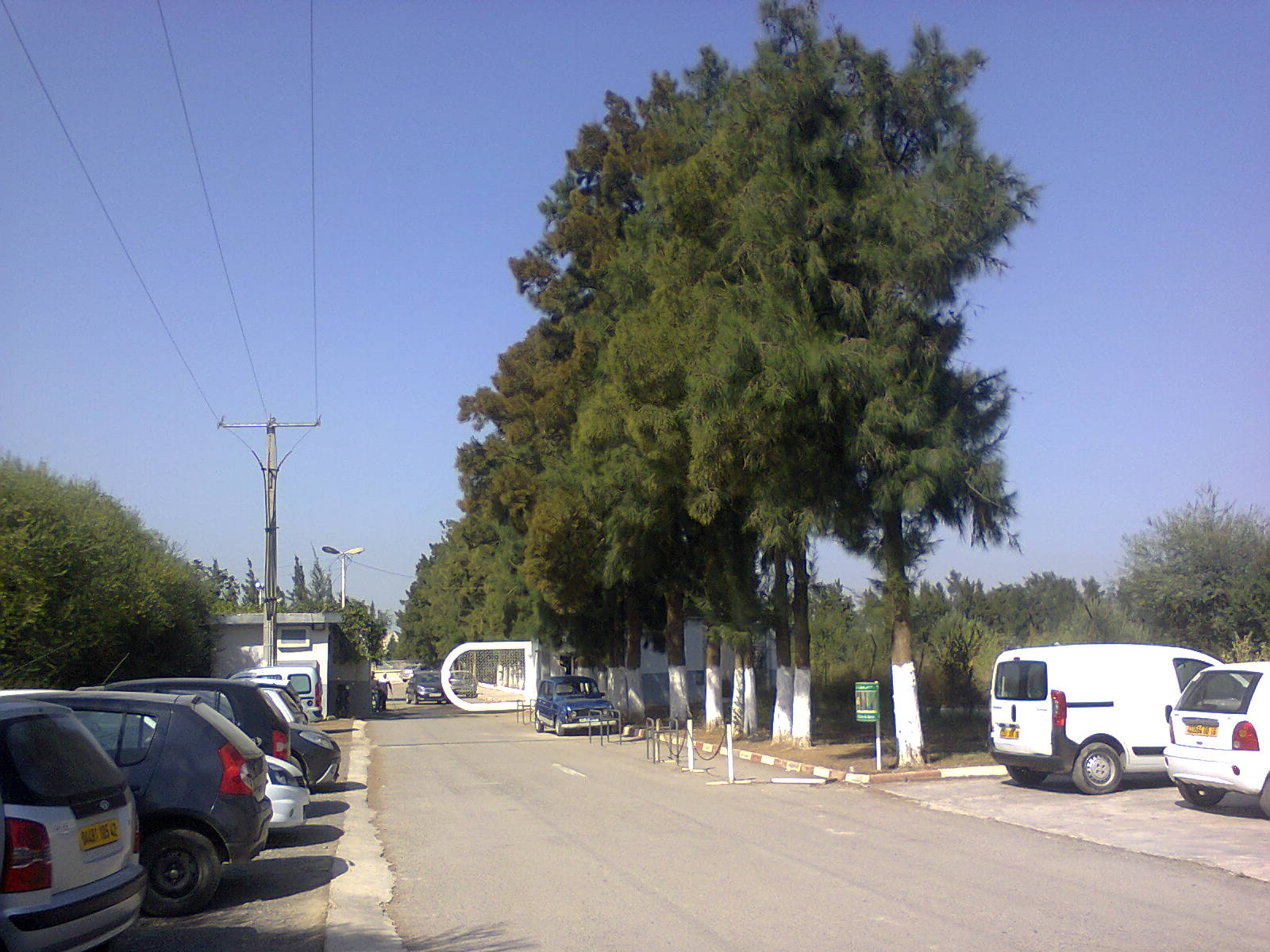

## وصلات خارجية
- جامعة البليدة